# Hypsocormus
Hypsocormus è un genere di pesci ossei estinto, appartenente ai pachicormiformi. Visse tra il Giurassico medio e il Giurassico superiore (165 – 140 milioni di anni fa) e i suoi resti sono stati ritrovati in Europa (Inghilterra, Germania).

## Descrizione
Di grandi dimensioni, questo pesce poteva raggiungere la lunghezza di un metro. Il corpo era piuttosto massiccio ed era ricoperto dalle scaglie pesanti scaglie ganoidi di forma romboidale, caratteristiche dei pesci ossei arcaici. Le scaglie, però, erano piuttosto piccole e quindi permettevano una maggiore flessibilità durante il nuoto. La coda era a forma di mezzaluna e simmetrica, simile a quella dell'attuale sgombro, ma i raggi che la sostenevano erano molti di più che nei teleostei attuali. La pinna dorsale era lunga e bassa, mentre quelle pettorali erano grandi e posizionate in basso. Stranamente, le pinne pelviche erano minuscole e spostate verso la metà del corpo. La bocca di questo pesce, inoltre, aveva una struttura flessibile ed erano presenti forti muscoli masticatori, come evidenziato dai rilievi ossei.

## Classificazione

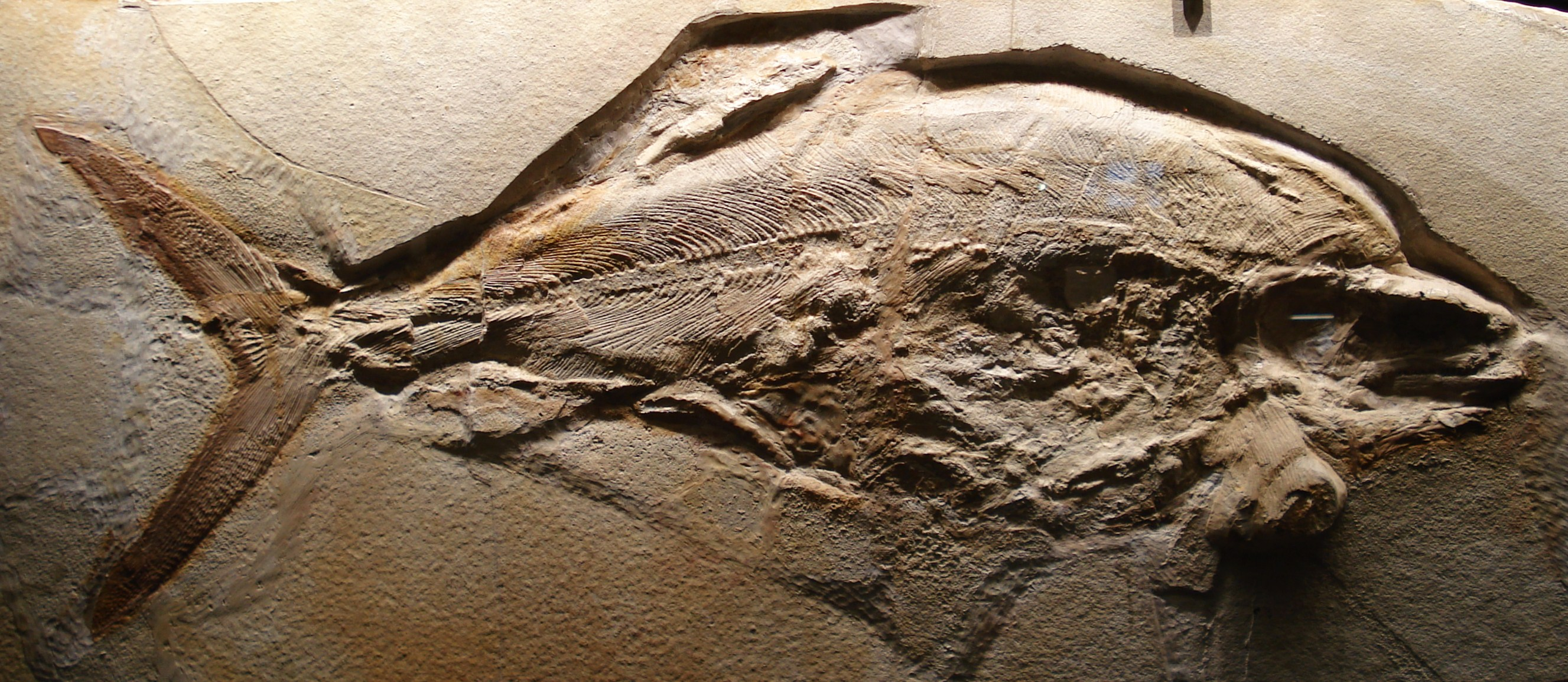
Fossile di Hypsocormus insignis

Hypsocormus fa parte di un gruppo di pesci ossei notevolmente diffusi nel corso del Giurassico, i pachicormiformi (Pachycormiformes). Questi pesci rappresentano uno stadio evolutivo intermedio tra i primitivi attinotterigi del Paleozoico e del Triassico (Palaeonisciformes, Saurichthys, Perleidus) e le forme più evolute successive (Teleostei) e possedevano un misto di caratteristiche evolute e antiquate. Tra i pachicormiformi vi furono i più grandi pesci mai esistiti (Leedsichthys), lunghi anche 20 metri e divoratori di plancton, nonché numerose forme predatrici (Pachycormus, Protosphyraena).

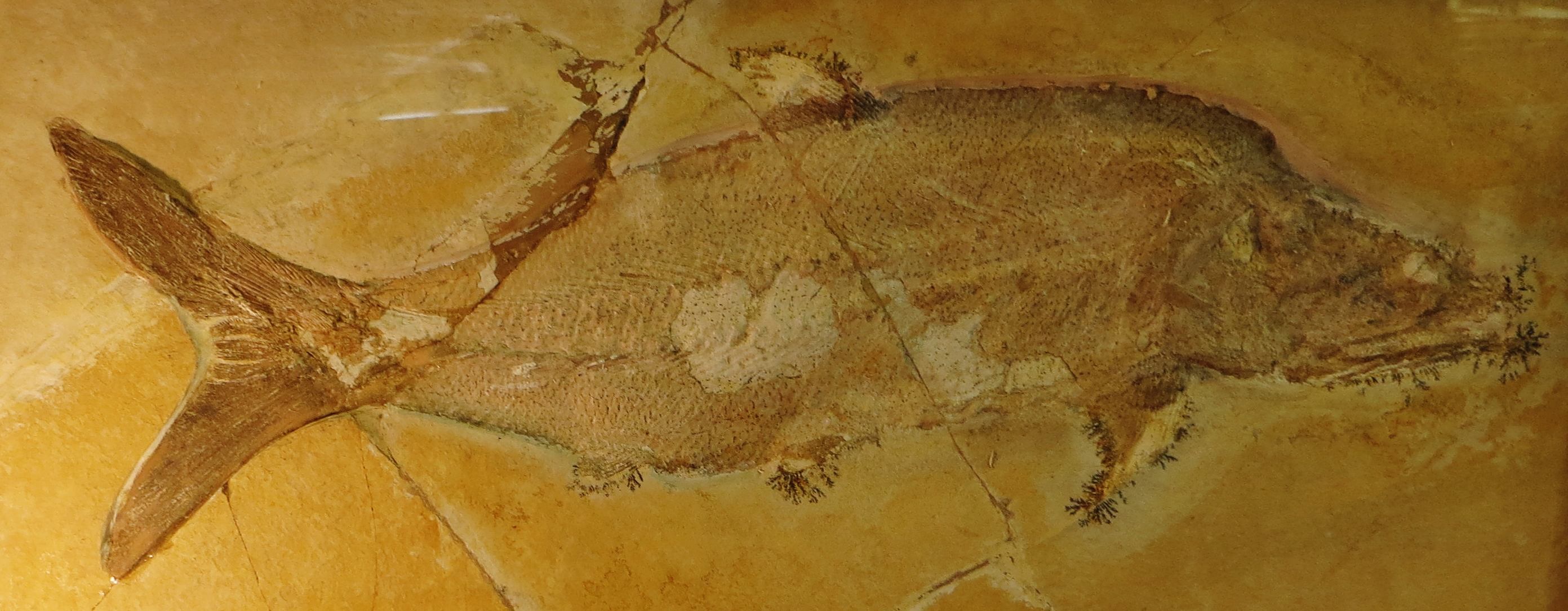
Fossile di Hypsocormus sp.

## Stile di vita
L'ipsocormo era un veloce nuotatore, che si cibava di numerosi altri pesci grazie alle potenti mascelle e ai forti denti. Questo predatore era a sua volta cacciato dai numerosi rettili marini come ittiosauri e plesiosauri, presenti in gran numero nei mari e nelle lagune del Giurassico.

## Galleria d'immagini

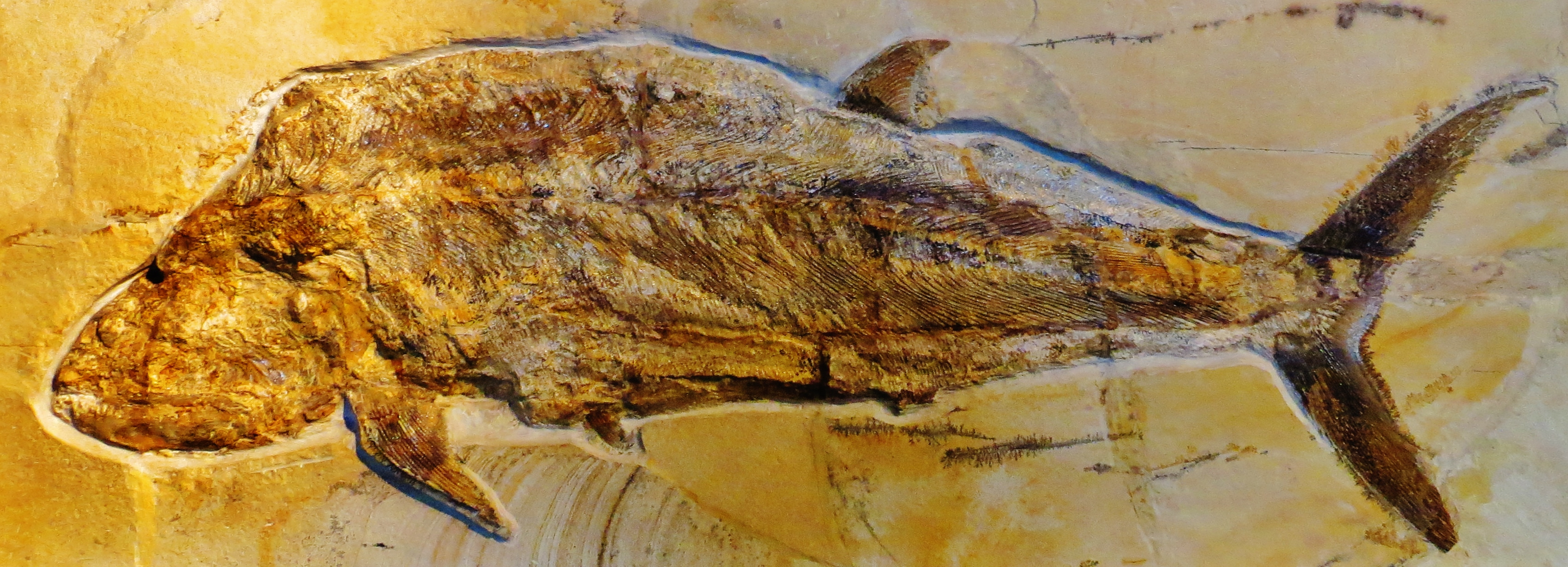
Fossile di Hypsocormus insignis
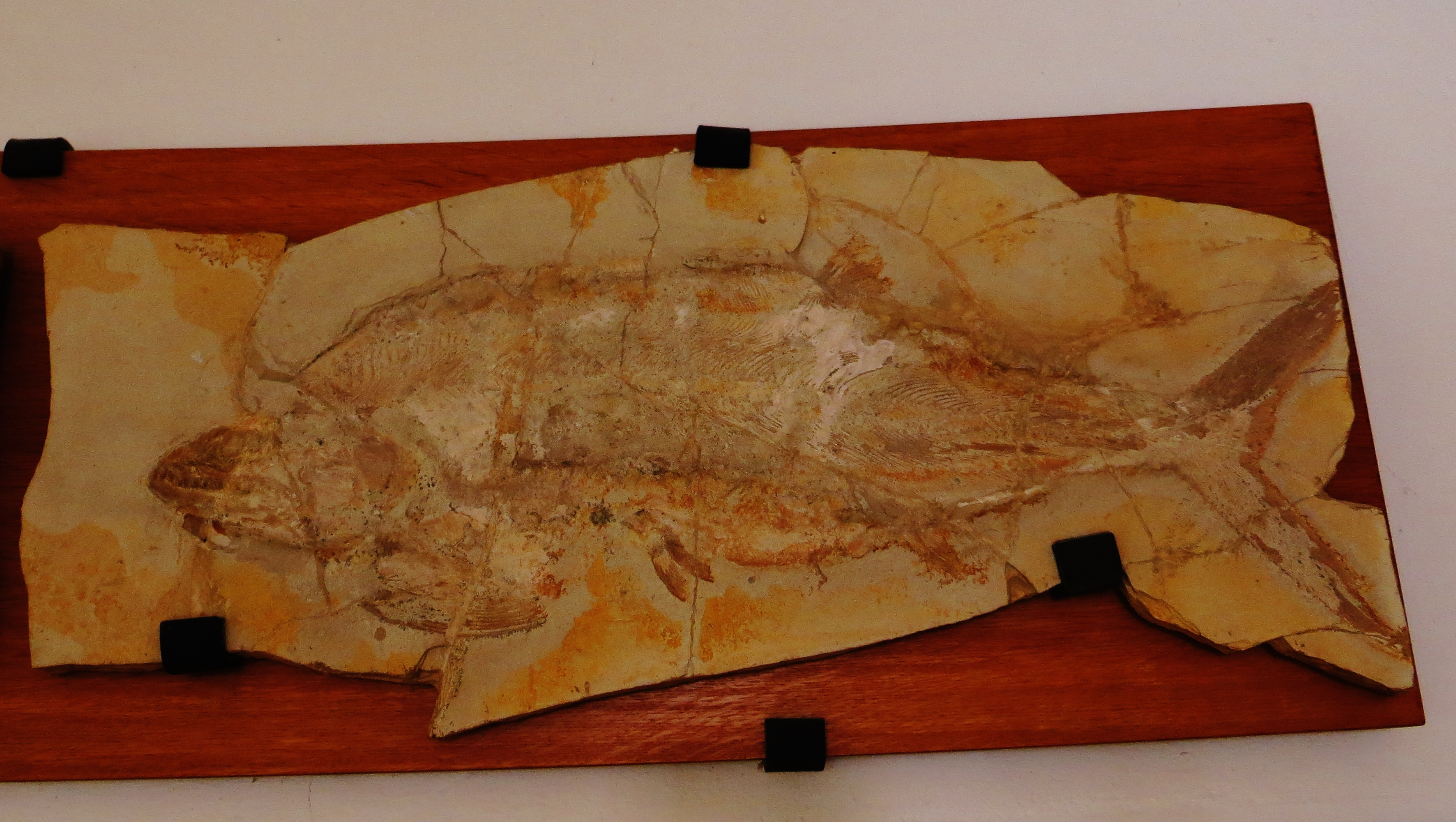
Fossile di Hypsocormus insignis
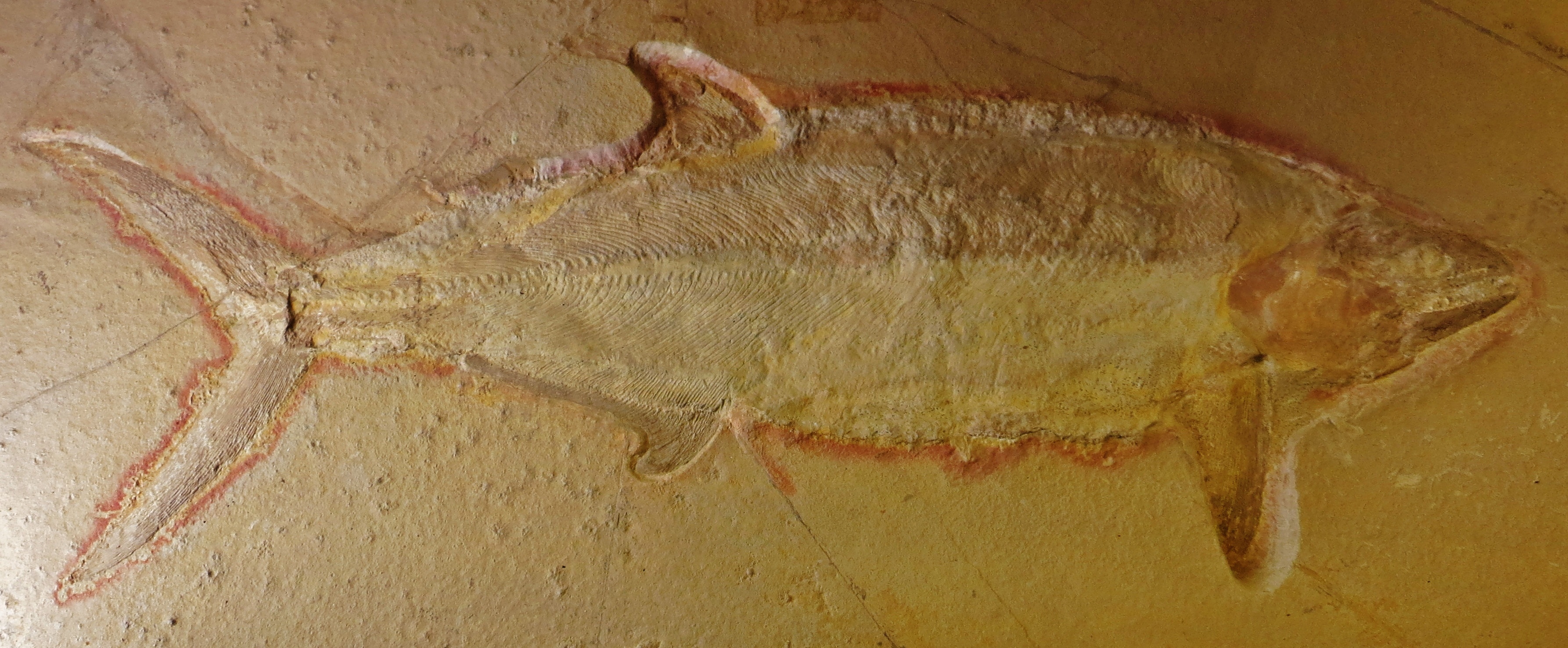
Fossile di Hypsocormus insignis
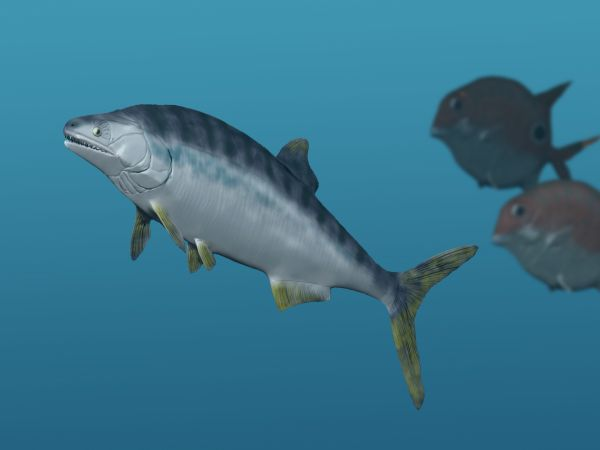
Ricostruzione di Hypsocormus